# Flyvergrillen
Flyvergrillen er en grillbar, beliggende for enden af Amager Landevej på Amager. Fra grillen kan man kigge igennem hegnet omkring Københavns Lufthavn kan se fly der ruller forbi på taxiway Alpha til banerne 04L 22R. Man har desuden et godt udsyn over aktiviteterne i lufthavnen. Grillen blev indviet i april 1972.
Da landingsbanen på Københavns Lufthavn skulle udvides, blev Amager Landevej afskåret, der hvor Flyvergrillen ligger. Englandsvej blev ført under startbanen i en tunnel til Store Magleby.
Flyvergrillen er det eneste sted i Københavns Lufthavn, hvor det er muligt at spotte fly og få noget at spise samtidigt.
Dette er årsagen til at Flyvergrillen skiller sig ud fra andre grillbarer, den er blevet tilholdsstedet for flyentusiaster (flyspottere), der iagttager og registrerer fly som hobby i Kastrup Lufthavn.[kilde mangler] Da præsident Bush besøgte Danmark i juli 2005 sendte tv fra flyvergrillen, hvor flyentusiasterne, på grund af den forventede ankomst af Air Force One, var samlet for at iagttage dennes landing.
Fra Flyvergrillen er der udsyn over alle lufthavnens tre baner, dog ikke banerne i fuld længde, men der er mulighed for at se alle starter og landinger. Landinger på bane 12 kan dog ikke ses fra Flyvergrillen.

## Transport
Flyvergrillen ligger helt ude for enden af Amager Landevej på Amager, ved København. Nærmeste metrostation er Lufthavnen, hvorfra man fx kan tage den gratis terminalbus til Terminal 1, og herfra gå til Amager Landevej. Kommer man inde fra Indre By i København, skal man finde Amagerbrogade, og så bare fortsætte til denne går over i Amager Landevej. Movias bus 30 kører derud fra Københavns Hovedbanegård, over Bella Center Station og Tårnby Station. Desuden er bus 35's stop "Tømmerup Stationsvej" relativt tæt på Flyvergrillen. Der er 3 zoner derud fra Københavns Hovedbanegård (Zone 1).